# Беспорядки в Леопольдвиле
Беспорядки в Леопольдвиле — беспорядки, произошедшие в январе 1959 года в Леопольдвиле (современная Киншаса) в Бельгийском Конго и ставшие важным моментом для конголезского движения за независимость.
Беспорядки произошли вследствие того, что членам политической партии «Альянс баконго» (АБАКО) не разрешили собраться для участия в акции протеста. В ответ на беспорядки колониальные власти жёстко отреагировали.
Точное число погибших неизвестно, но по крайней мере 49 человек погибли, а общие потери, возможно, достигли 500 человек.
30 июня 1960 года Конго получило независимость, став Республикой Конго.

## Обзор
Колониальное правление в Конго началось в конце XIX века. Король Бельгии Леопольд II, разочарованный отсутствием у государства международной власти и престижа, попытался убедить бельгийское правительство поддержать колониальную экспансию вокруг малоизученной впадины Конго. Двойственное отношение бельгийского правительства к этой идее привело Леопольда к созданию колонии за свой счёт. При поддержке ряда западных стран, которые рассматривали Леопольда как полезный буфер между соперничающими колониальными державами, Леопольд в 1885 году добился международного признания личной колонии — Свободного государства Конго. Однако на рубеже веков насилие чиновников Свободного государства против коренных конголезцев и безжалостная система экономической разработки привели к интенсивному дипломатическому давлению на Бельгию с целью заставить её взять управление Конго под официальный контроль, что она и сделала в 1908 году, создав Бельгийское Конго.
На последних этапах Второй мировой войны в Конго возник новый социальный слой, известный как évolué. Формируя африканский средний класс в колонии, они занимали квалифицированные должности (например, клерков и медсестёр), ставшие доступными в результате экономического чуда. Хотя не существовало универсальных критериев для определения статуса évolué, было общепризнанным, что человек должен «хорошо знать французский язык, придерживаться христианства и иметь некоторую форму среднего образования». Вплоть до 1950-х годов большинство évolué были озабочены только социальным неравенством и отношением к ним бельгийцев. В 1958 году вырос национализм, когда все больше évolué начали взаимодействовать с другими людьми за пределами их собственных регионов и начали обсуждать будущие структуры постколониального конголезского государства. Множество новых политических партий боролись за поддержку народа, включая «Альянс баконго» (АБАКО), возглавляемый Жозефом Касавубу, и Национальное движение Конго (НДК), возглавляемое Патрисом Лумумбой. Бельгийская колониальная администрация попыталась привести в действие план деколонизации, но ей нужно было больше времени для создания конголезской администрации и подготовки к их уходу, поэтому она попытались изолировать страну от Африки и Европы и подавить политическую организацию. Это становилось всё труднее, поскольку конголезский национализм становился всё более популярным, поэтому в июле 1958 года правительство Бельгии создало исследовательскую группу для рассмотрения новых реформ в колонии. В ответ на выводы исследовательской группы 13 января 1959 года колониальная администрация решила объявить о конституционных изменениях в Конго.
28 декабря 1958 года Лумумба организовал крупный митинг НДК в Леопольдвиле. Отметив успех митинга, 4 января 1959 года Касавубу решил организовать своё собственное мероприятие, чтобы обсудить африканский национализм. АБАКО запросил разрешение на проведение собрания в здании YMCA («Юношеская христианская ассоциация»), но муниципальные власти, получив короткое уведомление, сообщили, что будет разрешено только «частное собрание». Бельгийские официальные лица также предупредили, что, если событие станет политическим, ответственность за это понесут руководители АБАКО.

## Беспорядки

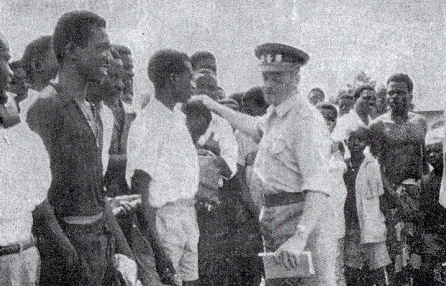
Генерал Эмиль Янссенс беседует с мирными жителями в Леопольдвиле после беспорядков. Янссенс отвечал за подавление беспорядков

Интерпретируя предупреждения администрации как запрещение митинга, руководство АБАКО 3 января 1959 года попыталось отложить своё мероприятие, однако 4 января у здания YMCA всё равно собралась большая толпа. Касавубу и другие официальные лица АБАКО прибыли, чтобы отправить протестующих домой. Однако они не смогли успокоить толпу, и после отказа протестующих разойтись начались беспорядки.
Толпа начала забрасывать полицейских камнями и нападать на белых автомобилистов. К первоначальной группе протестующих вскоре присоединились 20 000 конголезцев, покинувших соседний футбольный стадион. В то время, по оценкам прессы, примерно 35 000 африканцев были вовлечены в беспорядки, которые быстро распространилось по мере того, как бунтовщики пытались проникнуть в европейскую часть столицы. Мятежники якобы громили и грабили витрины, сжигали католические миссии и избивали католических священников. Многие демонстранты скандировали: «Независимость неизменна».
Порядок был восстановлен с помощью африканских полицейских на службе у колониального правительства и с помощью броневиков под руководством генерала Эмиля Янссенса. Колониальные власти арестовали до 300 конголезцев, в том числе Касавубу, который позже станет первым президентом нового независимого Конго, Саймона Мзезу и вице-президента АБАКО Даниэля Канзу и обвинили их в подстрекательстве к беспорядкам.

## Последствия
Оценки окончательного числа погибших в результате бунта различаются. Оценки общего числа жертв достигают 500 человек. По официальным данным, 49 африканцев убиты и 241 ранен. Многие африканцы не обращались за лечением в больницы, и многие из умерших были незаметно похоронены. Январские беспорядки стали поворотным моментом в освободительном движении Конго, вынудив колониальные и бельгийские власти признать, что в колонии существуют серьёзные проблемы. В отличие от более ранних выражений недовольства, недовольство подавали в основном необразованные городские жители, а не évolué. Многие évolué, как и европейцы, были встревожены разрушением.

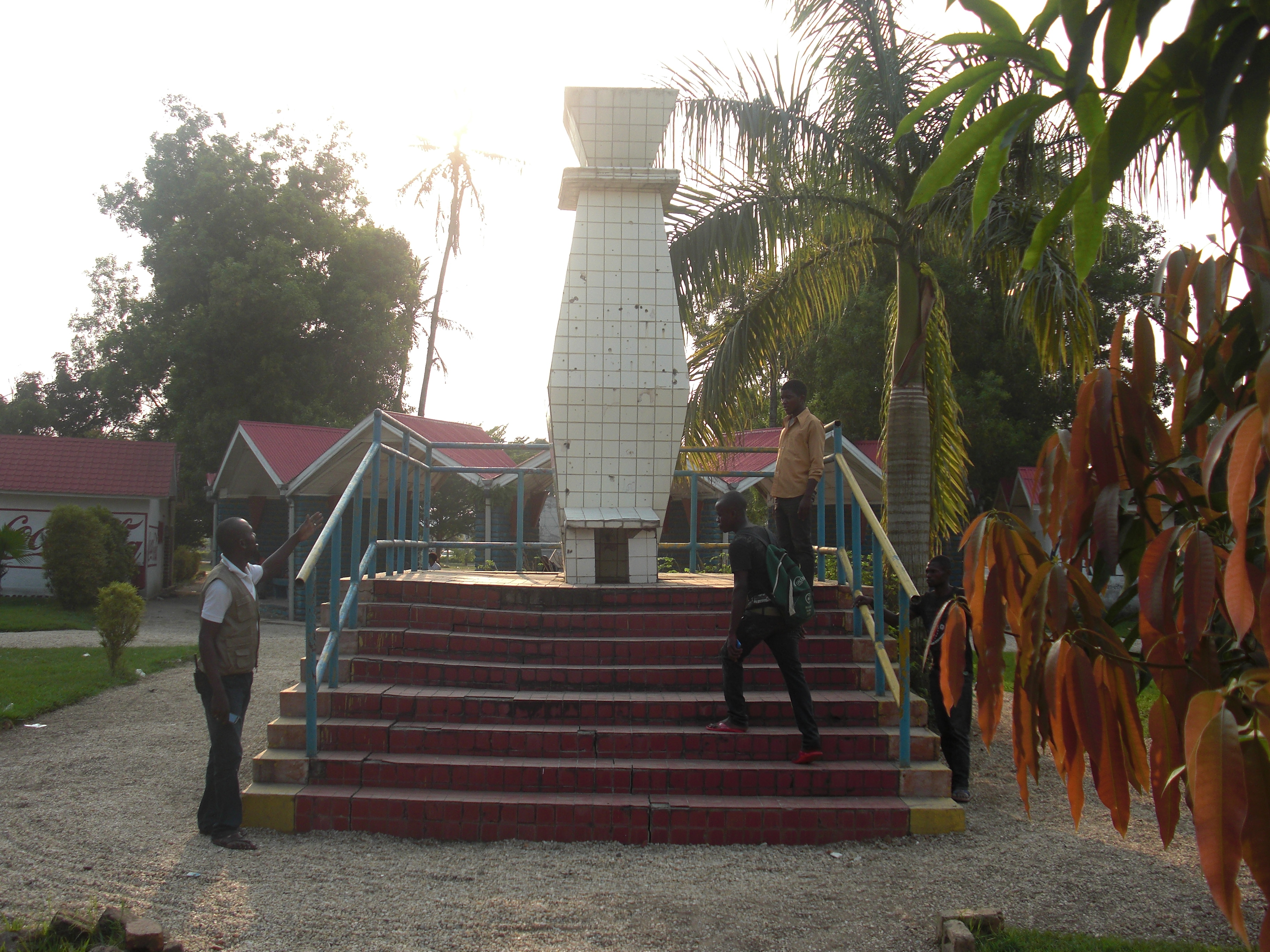
Place du 4 Janvier (Площадь 4 Жанвье) в Кисангани — одно из общественных мест Конго, получившее своё название от беспорядков в Леопольдвиле

Сразу после этого бельгийские власти возложили вину на безработных африканцев, но заявили, что большинство из 250 000 африканских жителей города к этому не причастны. Парламент Бельгии учредил комиссию по расследованию причин беспорядков. Она сочла беспорядки кульминацией недовольства расовой дискриминацией, перенаселением и безработицей. Комиссия также пришла к выводу, что внешние политические события, такие как решение Франции предоставить самоуправление соседнему Французскому Конго, должны быть фактором, способствующим этому, и подвергла критике ответ колониальной администрации на беспорядки. 13 января 1959 года администрация объявила о запланированных реформах, в том числе о новых местных выборах в декабре, об учреждении нового статута гражданской службы, не делающей расовых различий, и о назначении большего числа африканцев в консультативные органы. Бельгийский король Бодуэн также впервые заявил, что в будущем независимость будет предоставлена Конго. Международные СМИ предполагали, что реформы были проведены в ответ на беспорядки. Нет никаких доказательств, подтверждающих это, хотя возможно, что заявление Бодуэна было сделано для того, чтобы смирить конголезское мнение.

## Наследие
В настоящее время 4 января отмечается как государственный праздник, известный как День мучеников.
События 1959 года ознаменовали радикализацию движения за независимость и часто считаются «погребальным звоном» бельгийского контроля над Конго. Сама радикализация произошла с обеих сторон; конголезская группа впервые выразила готовность использовать насилие для достижения независимости, а многие представители белого сообщества стали более подготовленными к насилию. Некоторые белые планировали попытку государственного переворота, если к власти придёт правительство чёрного большинства.
Беспорядки также ознаменовали период роста напряжённости и разрыва для НДК, главного политического соперника АБАКО. Начиная с января, влияние обеих националистических партий впервые расширилось за пределы крупных городов, а националистические демонстрации и беспорядки стали регулярным явлением в течение следующего года, в результате чего большое количество чёрных людей за пределами класса évolué присоединились к движению за независимость. После ареста большей части руководства АБАКО НДК оказалась в выгодном политическом положении.